# Creuse (affluent de la Vandenesse)
Pour les articles homonymes, voir Creuse.
La Creuse est un ruisseau français, affluent de la Vandenesse, long de 3,2 km et situé sur la commune de Châteauneuf-en-Auxois.